# Alexandre Arquillière
Alexandre Arquillière (18 de abril de 1870-8 de enero de 1953) fue un actor teatral y cinematográfico de nacionalidad francesa.
Nacido en Boën, Francia, en un principio era pintor de edificios, y más adelante oyente del Conservatorio, debutando en el Théâtre Libre en 1888 con Firmin Gémier, artista al que permaneció muy próximo. Presidente del Sindicato de artistas dramáticos y líricos de los teatros franceses en 1922, tras la ruptura de Federación del Espectáculo, dimitió de su puesto en 1924 declarando que no podía cumplir de manera eficiente su trabajo.
Alexandre Arquillière falleció en Saint-Étienne en 1953.

## Filmografía
- 1908 : Les Galons du brigadier (anónimo)
- 1908 : L'Homme aux gants blancs, de Albert Capellani
- 1909 : Tarakanova et Catherine II, de Albert Capellani
- 1909 : L'Assommoir, de Albert Capellani
- 1910 : Entre le devoir et l'honneur, de Emile Chautard
- 1911 : Zigomar, de Victorin Jasset
- 1911 : Zigomar, roi des voleurs, de Victorin Jasset
- 1912 : Zigomar contre Nick Carter, de Victorin Jasset
- 1912 : Au prix de son sang, de Victorin Jasset
- 1912 : Le poison de l'humanité / L'héritage maudit, de Victorin Jasset
- 1912 : Tom Butler, de Victorin Jasset
- 1913 : Trompe la mort / Vautrin, de Charles Krauss
- 1913 : Le Camée, de Maurice Tourneur
- 1913 : Le Semeur de ruines, de Victorin Jasset
- 1913 : Zigomar peau d'anguille, de Victorin Jasset
- 1916 : Marise, de Camille de Morlhon
- 1916 : Anana, secrétaire intime, de Maurice Poggi
- 1923 : La Souriante Madame Beudet, de Germaine Dulac
- 1923 : La Folie du doute, de René Leprince
- 1929 : Le Bled, de Jean Renoir
- 1938 : La Fin du jour, de Julien Duvivier

## Teatro
Como actor
- 1888 : La Mort du Duc d'Enghien, de Léon Hennique, escenografía de André Antoine, Teatro Antoine
- 1889 : La Reine Fiammette, de Catulle Mendès, escenografía de André Antoine, Teatro Antoine
- 1889 : La Patrie en danger, de Edmond de Goncourt, escenografía de André Antoine, Teatro Antoine
- 1890 : Les Revenants, de Henrik Ibsen, escenografía de André Antoine, Teatro Antoine
- 1890 : Monsieur Bute, de Maurice Biollay, escenografía de André Antoine, Teatro Antoine
- 1891 : El pato salvaje, de Henrik Ibsen, escenografía de André Antoine, Teatro Antoine
- 1891 : Lidoire, de Georges Courteline, escenografía de André Antoine, Teatro Antoine
- 1892 : Le Grappin, de Gaston Salandri, escenografía de André Antoine, Teatro Antoine
- 1892 : Les Fossiles, de François de Curel,  escenografía de André Antoine, Teatro Antoine
- 1893 : Le Devoir, de Louis Bruyerre, escenografía de André Antoine, Teatro Antoine
- 1893 : Boubouroche, de Georges Courteline, escenografía de André Antoine, Teatro Antoine
- 1893 : Les Tisserands, de Gerhart Hauptmann, escenografía de André Antoine, Teatro Antoine
- 1893 : Ahasvère, de Herman Heijermans, escenografía de André Antoine, Teatro Antoine
- 1893 : Une faillite, de Bjørnstjerne Bjørnson, escenografía de André Antoine, Teatro Antoine
- 1893 : L'Inquiétude, de Claude Couturier y Jules Laurent Perrin, escenografía de André Antoine, Teatro Antoine
- 1894 : Le Missionnaire, de Marcel Luguet, escenografía de André Antoine, Teatro Antoine
- 1895 : L'Argent, de Émile Fabre, escenografía de André Antoine, Teatro Antoine
- 1896 : Les Deux Gosses, de Pierre Decourcelle, Teatro del Ambigu-Comique
- 1897 : Boubouroche, de Georges Courteline, escenografía de André Antoine, Teatro Antoine
- 1898 : Résultats des courses, de Eugène Brieux, escenografía de André Antoine, Teatro Antoine
- 1899 : Le gendarme est sans pitié, de Georges Courteline y Édouard Norès, escenografía de André Antoine, Teatro Antoine

- 1900 : La Clairière, de Lucien Descaves y Maurice Donnay, Teatro Antoine
- 1902 : Le Détour, de Henri Bernstein, Théâtre du Gymnase Marie-Bell
- 1902 : Théroigne de Méricourt, de Paul Hervieu, Teatro de la Ville

- 1903 : L'Adversaire, de Emmanuel Arène y Alfred Capus, Teatro de la Renaissance
- 1904 : Les Malefilâtre, de Georges de Porto-Riche, Teatro de la Renaissance
- 1904 : L'Escalade, de Maurice Donnay, Théâtre du Gymnase Marie-Bell
- 1905 : Monsieur Piégois, de Alfred Capus
- 1905 : Crainquebille, de Anatole France, Teatro de la Renaissance
- 1905 : Bertrade, de Jules Lemaître, Teatro de la Renaissance
- 1906 : Le Voleur, de Henri Bernstein, Teatro de la Renaissance
- 1907 : Samson, de Henri Bernstein, Teatro de la Renaissance
- 1908 : Un divorce, de Paul Bourget y André Cury, Teatro du Vaudeville
- 1908 : La Maison en ordre, de Arthur Wing Pinero, Teatro Fémina
- 1909 : La Maison de danses, de Fernand Nozière y Charles Muller a partir de Paul Reboux, Teatro du Vaudeville

- 1910 : La sonate a Kreutzer, de Fernand Nozière y Alfred Savoir a partir de León Tolstói, escenografía de Lugné-Poe, Teatro Fémina, Teatro de París
- 1912 : L'Enjôleuse, de Xavier Roux y Maurice Sergine, Teatro Fémina
- 1919 : Souris d'hôtel, de Marcel Gerbidon, Teatro Fémina

- 1924 : La sonate a Kreutzer, de Fernand Nozière y Alfred Savoir a partir de León Tolstói, escenografía de Lugné-Poe, Teatro de l'Œuvre
- 1924 : Le Bien-aîmé, de Jacques Deval, Teatro de la Renaissance
- 1924 : La Guitare et le jazz-band, de Henri Duvernois y Robert Dieudonné, Teatro des Nouveautés
- 1928 : Les Fruits de l'amour, de Lucien Descaves, Teatro Hébertot
- 1929 : Le Beau Métier, de Henri Clerc, Teatro de l'Odéon

- 1930 : Boën ou la possession des biens, de Jules Romains, escenografía de Alexandre Arquillière, Teatro de l'Odéon
- 1933 : Napoléon, de Saint-Georges de Bouhélier, Teatro de l'Odéon
- 1936 : Europe, de Maurice Rostand, Teatro Pigalle

Como director
- 1921 : Le feu qui reprend mal, de Jean-Jacques Bernard, Teatro Antoine
- 1928 : Le Renard bleu, de François Herczeg, Teatro de la Potinière